# Вулиця Енергетиків (Київ, Солом'янський район)
Ву́лиця Енерге́тиків — вулиця в Солом'янському районі міста Києва, місцевість Кучмин яр. Пролягає від Роздільної вулиці до лісопарку.
Прилучається провулок Енергетиків.

## Історія
Вулиця виникла в середині XX століття, мала назву 475-та Нова. Сучасна назва — з 1953 року.